# Vilnius Open
Il Vilnius Open, noto anche come Vilnius Open by kevin per ragioni di sponsorizzazione, è un torneo professionistico maschile di tennis che fa parte dell'ATP Challenger Tour. La prima edizione si è giocata tra il 17 e il 23 ottobre 2022 sui campi in cemento indoor della SEB Arena di Vilnius, in Lituania.
È stato il primo torneo Challenger mai ospitato in Lituania e nel 2022, anno dell'inaugurazione, fu l'unico torneo di categoria disputato durante la stagione nei Paesi baltici.

## Albo d'oro

### Singolare
| Anno | Campione        | Finalista | Punteggio     |
| ---- | --------------- | --------- | ------------- |
| 2022 | Mattia Bellucci | Cem İlkel | 1–6, 6–3, 7–5 |

### Doppio
| Anno | Campioni                                | Finalisti               | Punteggio        |
| ---- | --------------------------------------- | ----------------------- | ---------------- |
| 2022 | Romain Arneodo Tristan-Samuel Weissborn | Dan Added Théo Arribagé | 6–4, 5–7, [10–5] |